# CrossSound Festival
Das CrossSound Festival in Juneau (Alaska) ist ein Musikfestival, das 1999 von der amerikanischen Gayageum-Spielerin Jocelyn Clark und dem deutschen Komponisten Stefan Hakenberg gegründet wurde. 
Es findet einmal oder mehrmals jährlich an verschiedenen Orten in Alaska statt. Sein Schwerpunkt ist die künstlerische Verknüpfung zwischen verschiedenen Kulturen und Musiktraditionen. Komponisten und Musiker aus Asien, Amerika, Afrika und Europa arbeiten in thematisch gezielten Projekten mit Musikern und Komponisten aus Alaska zusammen.  CrossSound ist nach der Meeresbucht Cross Sound im Südosten Alaskas benannt.